# Rue Bonne-Femme
La rue Bonne-Femme est une artère  de la section de Grivegnée dans la ville belge de Liège.

## Histoire
Autrefois ensemble de cultures et de champs de houblon, il fut décidé en 1834 de tracer la rue Grétry et son prolongement, la rue Bonne-Femme, pour permettre la liaison entre le centre de Liège et les faubourgs de Grivegnée, en passant par le quartier de la Bonne Femme. Au  moment de sa création, la rue était proche du cours de l'Ourthe (rive droite) qui fut comblé et remplacé par le boulevard Frankignoul.

## Description
D'une longueur d'environ 260 m, cette rue plate et rectiligne relie la rue du Beau-Mur à la rue Grétry dans le quartier dit de la Bonne-Femme. Elle compte une quarantaine d'immeubles. La ligne de chemin de fer 40 Liège-Visé franchit la rue par un pont au-dessus de la chaussée.

## Toponymie
La rue et le quartier tirent leur nom d'un cabaret local de 1762, disparu vers 1950, qui s'appelait À la Bonne Femme. L'enseigne de ce cabaret représente sous la forme d'une peinture sur bois une femme en habit rouge et blanc tenant une fleur à la main droite. Sa tête est absente et remplacée par une couronne dorée sertie de pierres précieuses. Cette enseigne se trouve au musée de la Vie wallonne parmi les collections d'enseignes en pierre sculptée ou en bois peint de Liège.

## Architecture et patrimoine
La rue possède quelques immeubles d'architecture néo-classique du XIXe siècle comme l'imposant immeuble d'angle avec la rue de la Limite (nos 61/63) et l'îlot de cinq maisons des nos 44 à 52. Les rez-de-chaussée des nos 44 et 61/63 sont réalisés en pierre calcaire avec lignes de refend.

## Rues adjacentes
- Rue du Beau-Mur
- Avenue Francesco Ferrer
- Rue Sopers
- Rue Pré Binet
- Rue de la Limite
- Rue Grétry

### Source et bibliographie
- Yannik Delairesse et Michel Elsdorf, Le nouveau livre des rues de Liège, Liège, Noir Dessin Production, décembre 2008, 2e éd. (1re éd. 2001), 512 p. (ISBN 978-2-87351-143-2 et 2-87351-143-5, présentation en ligne), page 100
- Marie-L. Goots Bourdouxhe, Les rues de notre quartier